# جون جي. مور
جون جي. مور هو سياسي أمريكي، ولد في 1920، وتوفي في 18 يناير 1976. انتخب عضو مجلس ولاية نيويورك ‏.